# Nationalpark Theth
Der Nationalpark Theth (albanisch Parku Kombëtar Thethi) war ein Nationalpark im Norden Albaniens. Er erstreckte sich rund um das Dorf Theth und lag inmitten der Albanischen Alpen. Der Nationalpark umfasste eine Fläche von 2630 Hektar. Das 1966 gegründete Schutzgebiet ging 2022 im Nationalpark Alpen Albaniens auf.

## Sehenswürdigkeiten
Der Nationalpark schützte eine Bergwelt mit Bergwäldern, endemischen Pflanzen und Wildtieren. Das eindrückliche Gebirgspanorama mit hohen Felswänden – die Südwand des Arapi gilt als höchste Felswand der Balkanhalbinsel – und einigen von Albaniens höchsten Bergspitzen wie die Jezerca und die Radohima machten den Nationalpark zum touristisch interessanten Gebiet, das sich gut für kleine und große Wanderungen eignet.
Am Fuße des Arapi findet sich Albaniens größte Horizontalhöhle, die aber nicht touristisch erschlossen ist.
Weitere Sehenswürdigkeiten sind der Wasserfall von Grunas und eine tief eingeschnittene, sehr schmale Schlucht südlich des Dorfes Theth. Im Dorf selber gibt es noch den Gjeçaj-Wasserfall und Kulturgüter zu sehen.

## Tourismus

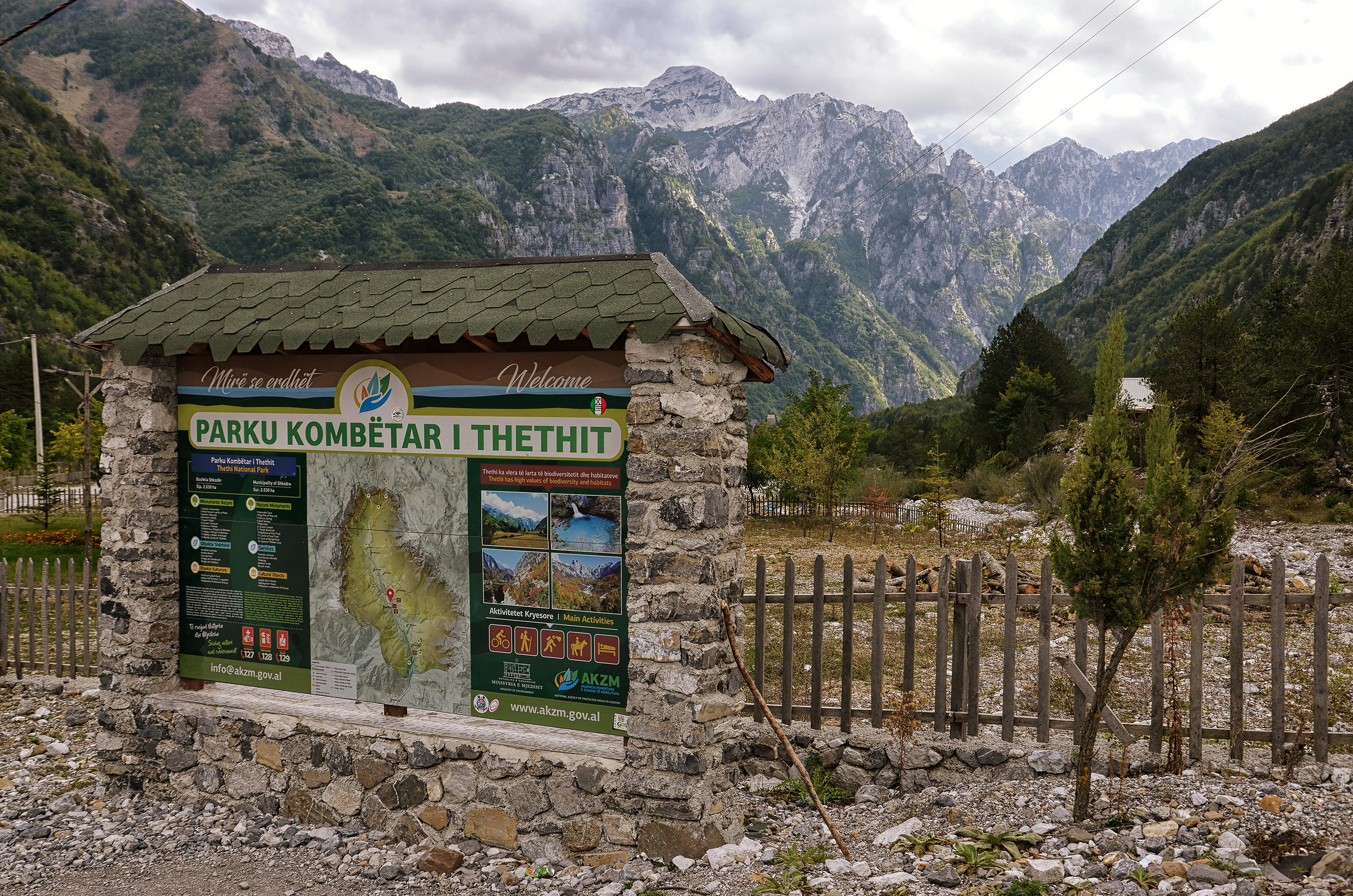
Hinweisschild in Theth

Theth liegt 70 Kilometer von Shkodra entfernt im tief eingeschnittenen Tal der Shala. Im Dorf, wohin über den Qafa e Thorës eine asphaltierte Passstraße führt, gibt es zahlreiche Übernachtungsmöglichkeiten. Hier befindet sich auch das Besucherzentrum.
Im Gebiet gibt es diverse Wanderwege, auch führt der Fernwanderweg Peaks of the Balkans durch den Nationalpark. Über den Qafa e Valbonës besteht eine Fußverbindung zwischen dem Nationalpark Theth und dem Nationalpark Valbonatal.

Die GTZ und andere ausländische Hilfsorganisationen fördern Ökotourismus-Projekte im Nationalpark.